# ポメラニア戦役 (1675年-1676年)

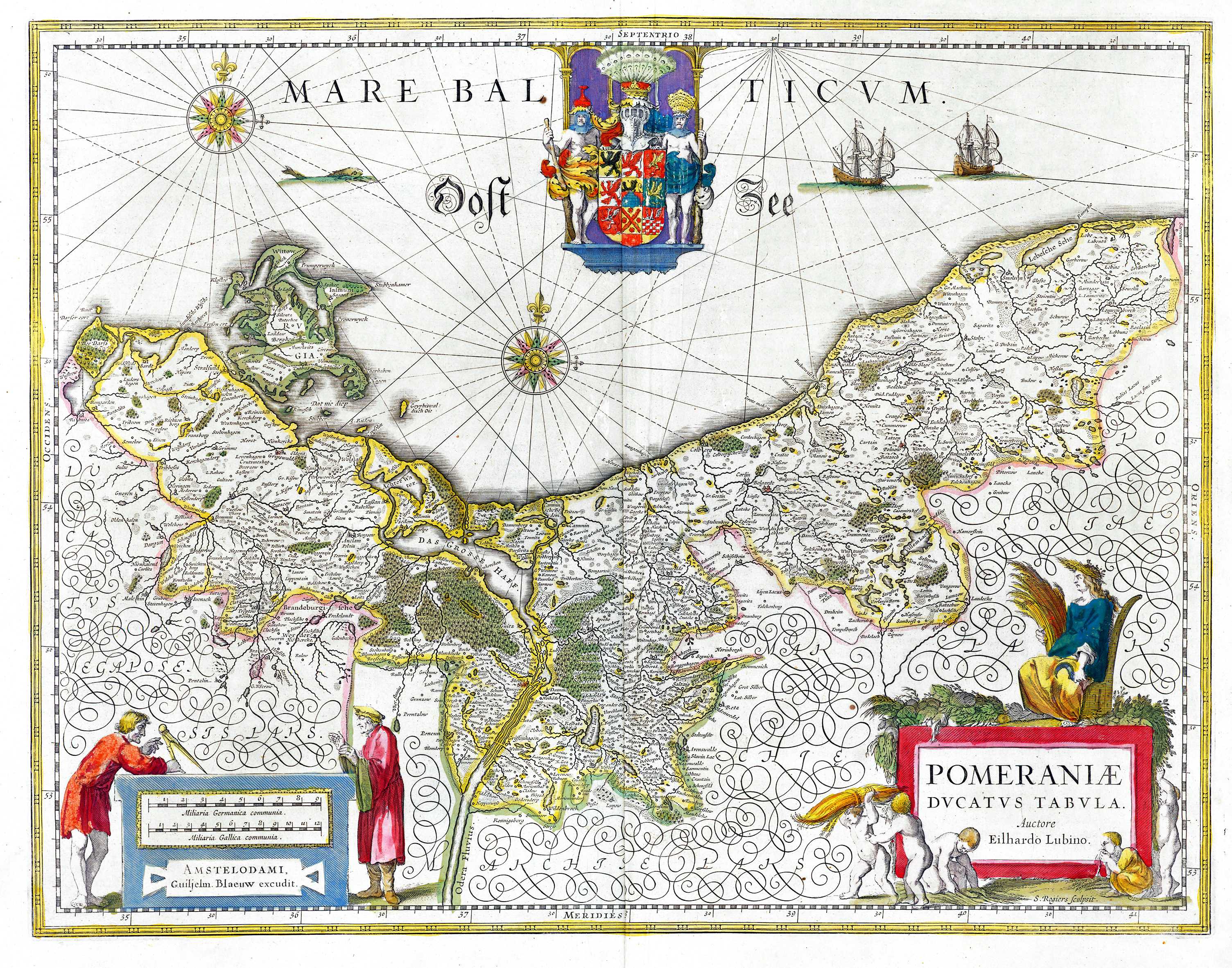
17世紀のポメラニア公領。

ポメラニア戦役（独: Pommernfeldzug）は、スコーネ戦争中の1675年9月から、1676年1月中旬までブランデンブルク＝プロイセンとデンマークが遂行した遠征である。
その際、ブランデンブルクとデンマークの連合軍は緊密に協議しつつ、スウェーデン領ポメラニアの大部分を占領した。

## 前史
ブランデンブルクは1675年、辺境伯領に来攻したスウェーデン軍をフェールベリンの戦いで決定的に打ち破り、守勢に追い込んだ。しかしスウェーデンの軍事的敗北は完全ではなく、スウェーデン領ポメラニアからのさらなる襲来が危惧されていた。
続いて1675年7月17日、神聖ローマ帝国、デンマークやその他の各国が、フランスと同盟していたスウェーデンに宣戦する。今やスウェーデンに対する帝国戦争が布告されたのである。同年7月27日、ブランデンブルクとデンマークは協議し、共同で軍事行動を取ることとなった。しかし、その連合軍による戦闘行為の開始は、策定された軍事作戦や占領地の分配を巡って行われた会議によって遅延する。第一目標として、連合軍は北ドイツにおけるスウェーデン領の征服を目論んでいた。

## 準備
始まる戦争に向けて軍備を整えたデンマークは、騎兵と歩兵30個連隊、合計20,000名を擁する野戦軍を動員できた。また、艦隊も臨戦態勢に移行した。それから進軍の準備として、デンマークはホルシュタインからハンブルクまでの道を占領し、確保する。デンマーク国王クリスチャン5世は、さらにデンマーク及びネーデルラントの軍艦各1隻をもってカテガット海峡を封鎖するよう命じた。その上、アーダム・フォン・ヴァイヘア元帥に、侵攻軍をホルシュタインのバート・オルデスローへ集結させるよう指示する。ネーデルラントの軍艦によって増強されたデンマーク艦隊は8月22日、スウェーデン領ポメラニアの沿岸を哨戒するべくバルト海への移動を命じられた。1675年9月2日、デンマークはスウェーデンに宣戦する。9月3日、クリスチャン5世はコペンハーゲンからバート・オルデスローへ向かい、9月9日に同地でそれまでに集結していた自軍を親閲した。同軍は18,000名と大砲40門を擁し、アーダム・フォン・ヴァイヘア元帥の指揮下に置かれていた。

## 経過
計画では、連合軍はスウェーデン領ポメラニアへ三か所から侵攻することになっていた。コーベ指揮下の神聖ローマ帝国軍はトリープゼース、デンマーク軍はダムガルテン、そしてブランデンブルク軍はギュッツコウを突破する手筈であった。
北方のメクレンブルクを通る、兵力およそ16,000名のデンマーク軍の進撃は9月12日に始まった。その目標は、ガーデブッシュを経由して中立のメクレンブルクを通り、スウェーデン領ポメラニアに到達することである。またブランデンブルク軍を支援する一方、その一帯におけるデンマークの利益を確保することも目的であった。クリスチャン5世は戦役の全期間にわたり、命令の下達に大きな影響を発揮したのである。
9月20日、デンマーク軍はスウェーデンが統治するヴィスマールに到達した。9月21日、クリスチャン5世は町の周辺を偵察し、同地を胸甲騎兵2個連隊及び竜騎兵1個連隊に包囲させる。その後、デンマーク軍は先へ進んだ。そして9月25日には、ドーベラーンに到着した。同日、ここでクリスチャン5世はブランデンブルク選帝侯フリードリヒ・ヴィルヘルムと合流し、攻勢同盟を結び、同じ戦時目標を追求することに合意している。デンマークにとり、それらは1645年から1660年の和約で失った領土の奪還の他、ヴィスマールとリューゲン島であった。その代わり、ブランデンブルクはスウェーデン領ポメラニアの全土を得ることとされたのである。

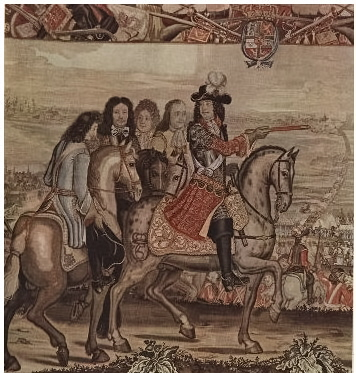
1675年10月6日、ダムガルテンを攻略するデンマーク国王クリスチャン5世とその幕僚。
Rosenburg Tapestries 1684-1693

デンマーク軍は9月29日にロストックを通過し、10月1日にスウェーデン領ポメラニアの最初の町、ダムガルテンの対岸にあるリプニッツで国境に至った。そこにはオットー・ヴィルヘルム・フォン・ケーニヒスマルク伯爵元帥が僅かな部隊とともに駐留していた。続いてデンマーク軍は、国境のレックニッツ川を渡るべく橋を建設するが、その際にスウェーデン軍から激しい応射を受けて25名を失っている。道から離れた所には湿地が広がっており、対岸にあるスウェーデン軍の砦を迂回することは不可能であった。双方は10月8日まで、そこで陣地戦にもつれ込んだ。
整備の不備により、計画されていたスウェーデン艦隊の出撃は命令に反して遅延を繰り返す他なかった。ようやく出航したのは、10月9日のことである。10月10日には複数の艦艇が早くも衝突を起こしていたが、10月16日に外海に到達し、もうすぐゴットランド島へ到達するという所で、艦隊は激しい嵐に巻き込まれた。乗員の大部分が病気に罹ったため、艦隊の上層部はダラレーへの帰投を決定し、10月20日にそこへ到着する。スウェーデン国王カール11世の作戦計画はこれによって無に帰し、ドイツにおける所領の喪失は確実となった。作戦が失敗した原因は、艦隊管理の不備にあった。例えば艦の乗組員や装備が不足していたのである。同時に乗組員の規律は欠如し、訓練状態も悪かった。この作戦失敗によって、それらの不都合の全容を知ったカール11世は、自ら統治の手綱を握るよう決心する。その結果、王国議会と宰相の権限は最小限に縮小された。続いてカール11世は、ノルウェーから攻撃されていたブーヒュースレーン地方へ向かう。そこでは、アッシェベルク将軍が防備を整えようと試みていた。11月4日、カール11世はヴェーナシュボリに到着する。
ポメラニアに展開するスウェーデン軍に対する、カール・グスタフ・ヴランゲル元帥の指揮は、ますます熱意の伴わないものとなっていった。彼自身はシュトラールズント要塞へ向かい、そこから艦隊の到着を待つべくルーデン島に赴き、ケーニヒスマルク及びコンラート・マルデフェルト両元帥にスウェーデン領ポメラニアの防衛を任せている。
ロストックでクリスチャン5世と会合した後の9月27日、6月末に指揮下の軍とメクレンブルクへ進出してから同地に留まり続けていたブランデンブルク選帝侯は、再び行動を開始した。まずトレンゼ川沿いのトレプトウへ行き、そこから9月28日にクレンペノウ城へ向かう。守備に就いていたスウェーデン軍の士官と兵25名は攻囲を受け、ブランデンブルク軍が大砲3門を戦列に就けると降伏し、武器を持たないまま退去を許可された。続いてブランデンブルク軍はフェルショウまで前進し、夜営を敷く。10月1日、選帝侯はシュトルペ、プリーメン、ギュッツコウとヤーメンの各地にあるペーネ川の渡しを偵察した。10月4日、軍団はフェルショウからネーツォウを経由し、3個の戦列に分かれてペーネ川まで前進する。ゲルツケ中将はシュトルペ、グルンプコウ中佐はヤーメンへ向かい、選帝侯は主力とともにカーゲノウを通ってギュッツコウを臨むペーネ川の対岸まで進んだのである。10月5日、渡しの砦と小屋に対する攻撃が始まった。後者は赤熱した砲弾を受け、炎上する。2時間にわたる砲撃の末、損害を被ったスウェーデン軍は撤退した。続いてユエット大尉とドーナ大尉が部隊を突入させ、渡しの砦を制圧する。その目前には長さ1,000歩の、いくつかの場所に高所の岸への切り通しがある堤防が聳えていた。さらにスウェーデン軍は、その高地にあって切り通しを側面に臨む二つの砦から、野砲でブランデンブルク兵に砲撃を加えたのである。その後、スウェーデン軍が展開していたギュッツコウの高地は激しい戦いを経て占領された。これにより、ブランデンブルク軍はペーネ川の渡河点を勝ち取ったのである。同日にはゲルツケ中将がシュトルプミュールの砦を陥落させシュトルペで、10月6日にはグルンプコウ中佐がブレーヒェンの砦を落としヤーメンで、それぞれペーネ川を押し渡ることに成功した。しかしヤーメンでは小舟がなかったので、渡河が遅れる。10月7日、ギュッツコウの渡しで仮設の橋が完成し、主力は馬とともに川を渡ることができた。スウェーデン軍は、グライフスヴァルトやシュトラールズントへ向かって撤退していた。選帝侯（日誌では「Seine Kurfürstliche Durchlaucht」を省略し、SKDと称されている）はギュッツコウに本営を敷く。10月8日、ブランデンブルク軍によって南東から遮断されることを危惧したスウェーデン軍は、ダムガルテンからシュトラールズントへ撤退した。デンマーク軍は即座に、リプニッツからダムガルテンを経由してシュトラールズントへ進撃する。同時にブランデンブルク軍右翼のボギスラウ・フォン・シュヴェリーン少将はヴォリン島を占領し、ウーゼドム島を通ってヴォルガストへと前進した。10月10日、選帝侯はデンミーン、グリンメン、グライフスヴァルトを経由してフランツブルクへ向かい、10月12日にシュトラールズントへ赴き、クリスチャン5世と面会した。そして10月16日にローツを通り、ギュッツコウの本営に戻る。そこでギュッツコウの渡しを引き続き、部隊と補給物資の主要渡河点に留めることに決め、同地の防備を固めた上でファーゲル連隊所属のクラーヴィッツ少佐を兵300名とともに配し、確保させた。その上で10月21日、選帝侯は全軍を自ら率い、ヴォルガストへの進撃を命じたのである。
ペーネ川の防衛線が突破された後の10月8日、スウェーデンはダムガルテンと、メクレンブルクとの境界に接するトリープゼースを結ぶ道から撤収した。マルデフェルト元帥は、そもそも選帝侯が攻撃を開始する前からヴォルガストの陣地を去った。こうしてブランデンブルク軍とデンマーク軍に、ポメラニアへの道が開かれる。
スウェーデン軍は、防備を固めた残りの各所に撤退した。デンマーク軍はスウェーデン軍の追撃を開始し、シュトラールズントへ迫る。しかし、戦役に適した季節が余りにも進行していたため、デンマーク軍とブランデンブルク軍はその町の攻囲を巡って合意に至ることができなかった。

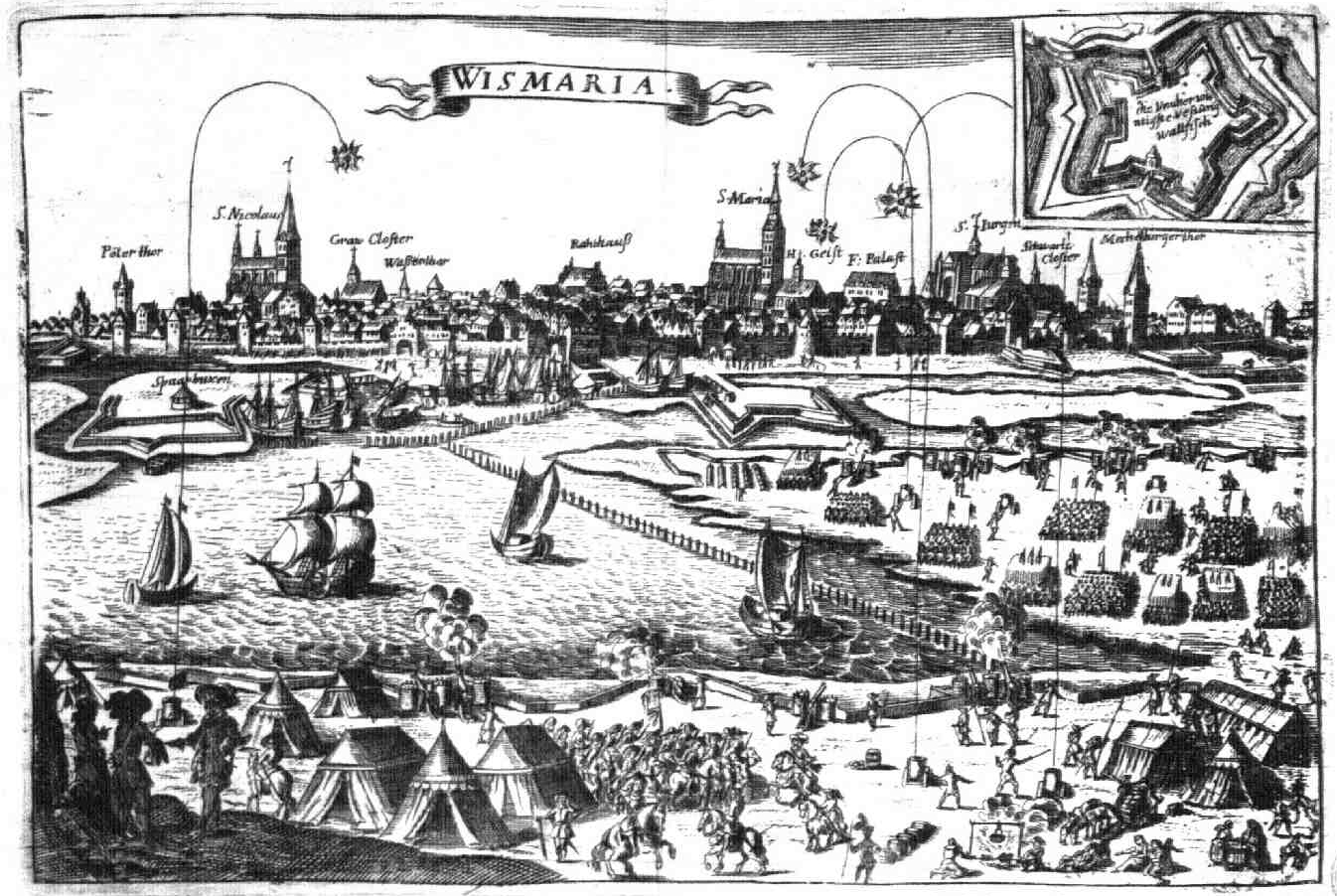
デンマーク軍によるヴィスマールの攻囲。
1675年のチラシより。

ゆえにその間、デンマーク軍はヴィスマールの攻囲に集中する。この町はドイツ沿岸で唯一の良好な港であり、デンマークの勢力が及ぶ範囲内にあったため、スウェーデンにとって重要であった。10月26日、クリスチャン5世は攻囲されていた町に到着する。10月28日には突撃が敢行されたが、不成功に終わった。包囲網が充分に町に接近した後の11月1日、町に対して臼砲の砲撃が始まる。ヴィスマールの港は、張られた鎖によって封鎖された。そして12月8日、町はデンマーク軍の手に落ちた。
その間の10月10日から13日にかけて、ブランデンブルク軍はヴォリン島を占領し、10月31日からヴォルガストを攻囲した。3,500名と大砲8門を擁するブランデンブルクの分遣隊に攻撃された、アンドレアス・ドゥビスラフ・フォン・ブリクセン指揮下のヴォルガスト守備隊は、直撃弾を受けた火薬庫の爆発により城塞の大部分が破壊された後の1675年11月10日、ブランデンブルク軍に降伏した 。
1675年の末、シュテッティーンを除けばデンミーン、アンクラム、グライフスヴァルト、シュトラールズントとリューゲン島のみがスウェーデンの手中に残っていた。これ以降、ポメラニアの戦争は数年に及ぶ長期間の要塞戦に変容する。ひとまずこの結果をもって、全ての作戦行動は終了した。なぜなら早期に訪れた悪天候、補給の不足と病気の蔓延が11月中旬、選帝侯に兵を冬営へ収容するよう強いたからである。1676年の初頭、スウェーデン軍はブランデンブルクが6個中隊、総勢300名をもって保持していたヴォルガストの奪還を試みた。1,500名を投じ、同年1月15日にスウェーデン軍は包囲した町への突入を敢行したが失敗する。その際、同軍は戦死120名、負傷260名の損害を被った。

## 文献
- Dietmar Lucht: Pommern – Geschichte, Kultur und Wissenschaft bis zum Beginn des Zweiten Weltkrieges, Verlag Wissenschaft und Politik, Köln 1996. ISBN 3-8046-8817-9
- Ernst Müsebeck: Die Feldzüge des Großen Kurfürsten nach Pommern 1675-77, in: Baltische Studien（ドイツ語版） NF 1 (1897), p. 1–140.
- ハンス・プルッツ（英語版）: Die Eroberung von Stralsund durch den Großen Kurfürsten, Oktober 1678, in: Baltische Studien NF 2 (1898), p. 1–20.
- クルト・ヤニー（ドイツ語版）: Geschichte der Preußischen Armee - Vom 15. Jahrhundert bis 1914, Bd. 1, Biblio Verlag, Osnabrück 1967, p. 229–271.
- Friedrich Ferdinand Carlson: Geschichte Schwedens - bis zum Reichstage 1680., Vierter Band, Gotha 1855
- Friedrich Förster: Friedrich Wilhelm, der grosse Kurfürst, und seine Zeit: Eine Geschichte des Preußischen Staates während der Dauer seiner Regierung, Verlag von Gustav Hempel, Berlin 1855
- マーレン・ローレンツ（ドイツ語版）: Das Rad der Gewalt. Militär und Zivilbevölkerung in Norddeutschland nach dem Dreißigjährigen Krieg (1650-1700), Böhlau: Köln 2007.
- ザムエル・ブーフホルツ（ドイツ語版）: Versuch einer Geschichte der Churmark Brandenburg, Vierter Teil: neue Geschichte, Berlin 1767.
- 作者不詳: テアートルム・エウロペーウム（英語版）, Bd.XI, Frankfurt/Main 1682.
- カール・フリードリヒ・パウリ（ドイツ語版）: Allgemeine preußische Staatsgeschichte, Siebter Band, Halle 1767.